# Циклиофоры
Циклиофоры (лат. Cycliophora, от др.-греч. κύκλος — круг, колесо и φορός — несущий) — тип первичноротых животных. На момент описания состоял из единственного вида Symbion pandora (симбион пандора), в настоящее время известно два описанных вида и, по крайней мере, ещё один не описанный.

## Symbion pandora
В 1995 году на норвежском омаре датскими учёными Райнхарттом Кристенсеном и Петером Функом были обнаружены крошечные (0,3 мм) существа, оказавшиеся представителями неизвестной ранее группы. Данное этому типу животных название объясняется наличием у них окаймленного бахромой колесовидного рта. Symbion pandora обитает на ротовых частях норвежского омара Nephrops norvegicus, обычного в проливе Каттегат, а возможно, и на других ракообразных. Циклиофоры — комменсалы омаров, прикрепляющиеся к ним с помощью особого липкого диска на заднем конце тела и получающие таким образом доступ к пище животного-хозяина. Рот и анус на переднем конце тела; целома нет.
При всей простоте внутреннего устройства жизненный цикл пандор очень сложен, необычен и не до конца изучен. Есть несколько жизненных формы пандор. Наиболее крупной является бесполая питающаяся. На этой стадии пандоры не имеют пола и живут, прикрепившись к хозяину. Длина тела 347 мкм, ширина 113 мкм.
Остальные формы не питаются. Свободноплавающие прометеусы появляются в начале зимы, а самки — в конце, они имеют длину около 84 мкм и ширину 42 мкм. У прометеусов нет ни рта, ни ануса; они прикрепляются к бесполой особи и производят внутри своей оболочки от одной до трёх (обычно две) собственно мужских особи (размером порядка 1/100 питающейся формы), которые в зрелом возрасте состоят из 47 клеток, из них две — гонады, а 34 — нервная система, также есть чувствительные и секреторные клетки. Эти карликовые самцы имеют пенис.
Symbion pandora размножается половым и неполовым путём. При неполовом размножении новая особь (бесполая, прометеус или самка, в виде плавающей личинки) развивается внутри бесполой питающейся формы. Все получившиеся личинки прикрепляются на том же омаре (прометеусы — к другим S. pandora, самки и бесполые личинки-пандоры — к усам), и их нервная система после прикрепления деградирует. Половое размножение происходит в период линьки омара. Самки, несущие по одному яйцу, покидают тела бесполых форм, а карликовые самцы выходят из своих оболочек и оплодотворяют это яйцо (процесс оплодотворения на 2015 год не наблюдался непосредственно, возможно, он происходит, когда самка ещё не родилась). Хордоидная личинка развивается внутри прикреплённой матери, превратившейся в жёсткую цисту. Есть мнение, что эта личинка — видоизменённая трохофора. Личинка, способная далеко и быстро плавать, имеет шанс закрепиться на усах перелинявшего или другого лобстера, где превращается в бесполую питающуюся форму и даёт начало новой колонии.

## Другие виды
Symbion americanus, живущий на американском омаре, описан в 2006 году. Морфологически, например, самцы S. pandora и S. americanus отличаются тем, что у первого кутикула в основании пениса собирается в складки, а у прометеусов второго сзади есть втягивающиеся выросты. Значительные различия между образцами S. americanus заставляли уже первых исследователей предполагать различные криптические виды; дальнейшие исследования подтвердили наличие трёх различных видов, предпочитающих жить на разных частях ротового аппарата омаров.

## Систематика
По-видимому, ближайшими родственниками циклиофор являются внутрипорошицевые или мшанки, которые также размножаются почкованием. По исследованию 2022 г., вероятно вхождение Cycliophora, Entoprocta и Bryozoa (Ectoprocta) в одну кладу в составе Lophotrochozoa, которую предложили назвать Polyzoa.

### Классификация
В состав типа на август 2019 года включают 2 вида:
- Класс Eucycliophora Funch & Kristensen, 1995
  - Отряд Symbiida Funch & Kristensen, 1995
    - Семейство Symbiidae Funch & Kristensen, 1995
      - Род Symbion Funch & Kristensen, 1995
        - Symbion americanus Obst, Funch & Kristensen, 2006
        - Symbion pandora Funch & Kristensen, 1995